# When You Finish Saving the World
 (avril 2021).
Si vous disposez d'ouvrages ou d'articles de référence ou si vous connaissez des sites web de qualité traitant du thème abordé ici, merci de compléter l'article en donnant les références utiles à sa vérifiabilité et en les liant à la section « Notes et références ».
Pour plus de détails, voir Fiche technique et Distribution.
When You Finish Saving the World est un film dramatique américain écrit et réalisé par Jesse Eisenberg et sorti en 2022. Il s'agit de son premier long métrage en tant que réalisateur.
Il a été présenté en avant-première au festival du film de Sundance 2022. Il est ensuite présenté à la Semaine de la critique du festival de Cannes 2022.

## Synopsis
Ziggy est un adolescent renfermé qui écrit des chansons folk qui font un tabac sur les réseaux sociaux. Un fils narcissique qui agace sa mère, une intellectuelle de gauche qui travaille dans le social et consacre sa vie à aider les autres. Mère et fils parviendront-ils à se rapprocher ? 

## Fiche technique
Sauf indication contraire, les informations mentionnées dans cette section peuvent être confirmées par la base de données cinématographiques IMDb,  présente dans la section « Liens externes ».
- Titre original : When You Finish Saving the World
- Réalisateur et scénario : Jesse Eisenberg
- Décors : Meredith Lippincott
- Costumes : Joshua Mars
- Musique : Emile Mosseri
- Montage : Sara Shaw
- Photographie : Benjamin Loeb
- Production : Dave McCary, Julianne Moore et Emma Stone[4]
- Sociétés de production : CAA Media et Fruit Tree
- Société de distribution : A24 Films (États-Unis)
- Pays de production :  États-Unis
- Langue originale : anglais
- Format : couleur
- Genre : comédie dramatique
- Durée : 88 minutes
- Date de sortie :
  - États-Unis : 20 janvier 2022 (festival de Sundance), 20 janvier 2023 (en salles)
  - États-Unis : mai 2022 (Semaine de la critique du festival de Cannes - film d'ouverture)

## Distribution
- Julianne Moore : Evelyn
- Finn Wolfhard : Ziggy
- Billy Bryk : Kyle
- Alisha Boe : Lila
- Jack Justice : Jackie
- Jay O. Sanders : Roger
- Eleonore Hendricks : Angie
- Catherine Haun : Cath
- Annacheska Brown : Cyril
- Sara Anne : Becky
- Calhoun Koenig : Emcee
- Laura-Love Tode : Barb
- Mimi Fletcher : Leslie
- Jordyn Aurora Aquino : Marci
- Monica Sanchez : Marcella
- Sharon Henderson : Didi
- Kenneth McGlothin : Monsieur Ryan
- Jeanette Aguilar Harris : Taryn

## Distinctions

### Sélections
- Festival de Deauville 2022 : hors compétition